# Desastre natural
Desastre de origen natural o catástrofe de origen natural hacen referencia a las enormes pérdidas de materiales y vidas humanas ocasionadas por eventos catastróficos o fenómenos naturales, como terremotos, inundaciones, tsunamis, deslizamientos de tierra, epidemias, entre otros. Hoy en día queda claro que no son desastres naturales, pues no es la naturaleza que los genera, es normal que haya un sismo, es normal que llueva, no es normal que se caiga una casa ni que se inunde, por eso, algunos los definen como desastres socionaturales o desastres de origen natural. De principios del siglo XX a principios del XXI, la cantidad de fallecidos por desastres naturales cayó de 500 000 por año a 50 000, en promedio.
De acuerdo con la Oficina de las Naciones Unidas para la Reducción del Riesgo de Desastres (UNDRR), los desastres no son naturales, sino que son el resultado de las omisiones y la falta de prevención, y los desastres se presentan por la acción del hombre en su entorno. Por ejemplo: un huracán en la mitad del océano no es un desastre, a menos que pase por allí un navío.
Los desastres naturales (como la lluvia, terremotos, huracanes y tsunamis entre otros) se convierten en desastres cuando superan un límite de normalidad, medido generalmente a través de un parámetro. Este varía dependiendo del tipo de fenómeno, pudiendo ser la escala de magnitud de momento, la escala de Richter, la escala Saffir-Simpson para huracanes, etc. Los efectos de un desastre pueden amplificarse debido a una mala planificación de los asentamientos humanos, falta de medidas de seguridad, planes de emergencia y sistemas de alerta provocados por el hombre se torna un poco difusa. Por otra parte, algunos desastres son causados únicamente por las actividades humanas. Algunos de estos son: la contaminación del medio ambiente, la explotación irracional de los recursos naturales renovables como los bosques y el suelo no renovables como los minerales; también, la construcción de viviendas y edificaciones en zonas de alto riesgo.
Un clima cambiante puede dar lugar a fenómenos meteorológicos y climáticos extremos sin precedentes. Los desastres naturales que más están aumentando debido al cambio climático son las inundaciones, las sequías y otras catástrofes relacionadas con el agua.
La actividad humana en áreas con alta probabilidad de desastres se conoce como de alto riesgo. Zonas de alto riesgo sin instrumentación ni medidas apropiadas para responder al desastre o reducir sus efectos negativos se conocen como de zonas de alta vulnerabilidad. A fin de la capacidad institucional para reducir el riesgo colectivo de desastres, estos pueden desencadenar otros eventos que reducirán la posibilidad de sobrevivir a este debido a carencias en la planificación y en las medidas de seguridad también crear un plan de emergencia.

## Tipos de desastres naturales

### Movimientos de masas

#### Avalanchas

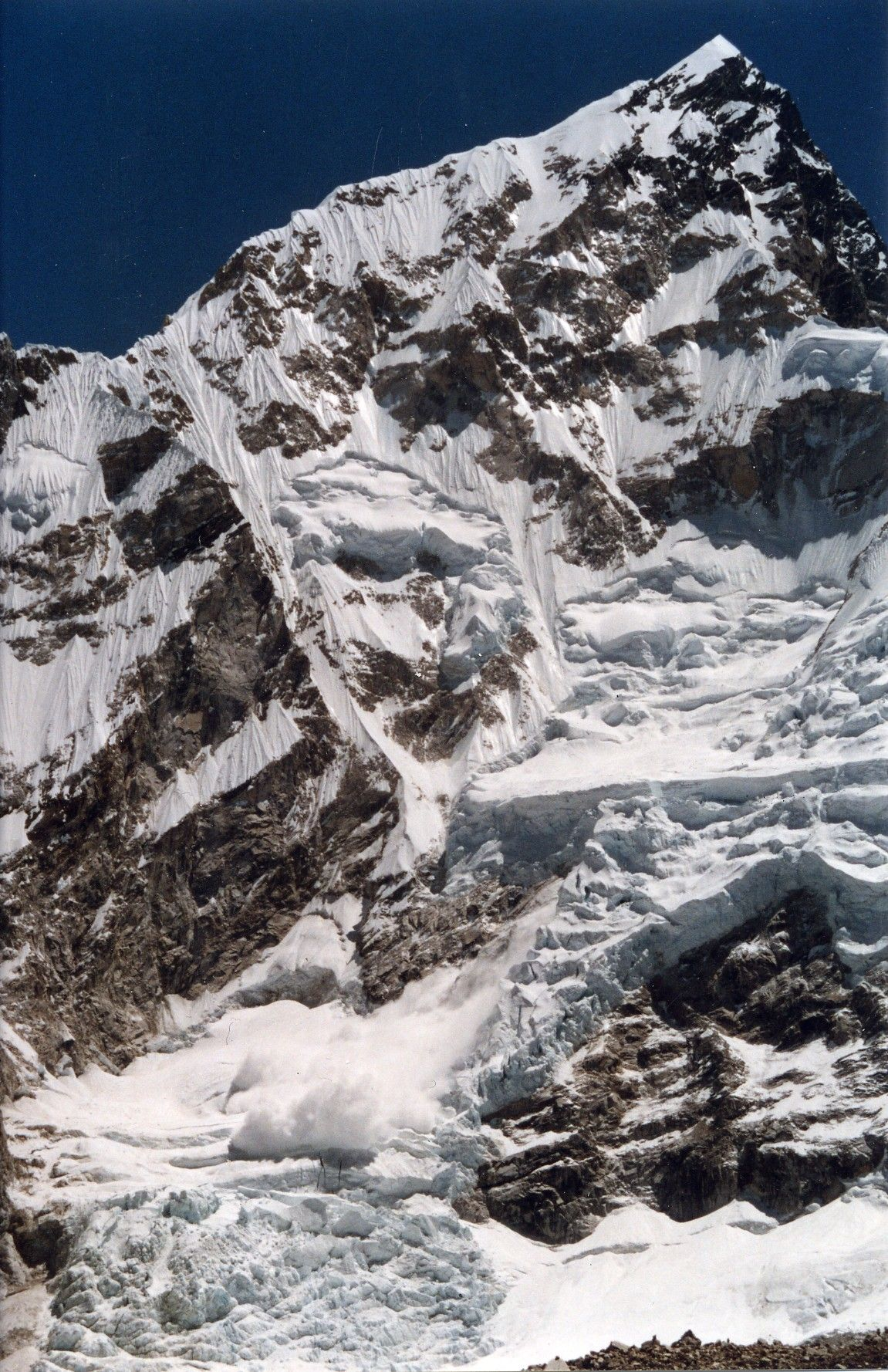
Avalancha en la montaña Nuptse en el Himalaya

Una avalancha o alud es un deslizamiento brusco de material, mezcla de hielo, roca, suelo y vegetación ladera abajo. Las avalanchas pueden ser de piedras o de polvo. Las avalanchas son el mayor peligro durante el invierno en las montañas, pueden recorrer kilómetros, y provocar la destrucción total de la ladera con todo lo que encuentre a su paso.

#### Corrimiento de tierra

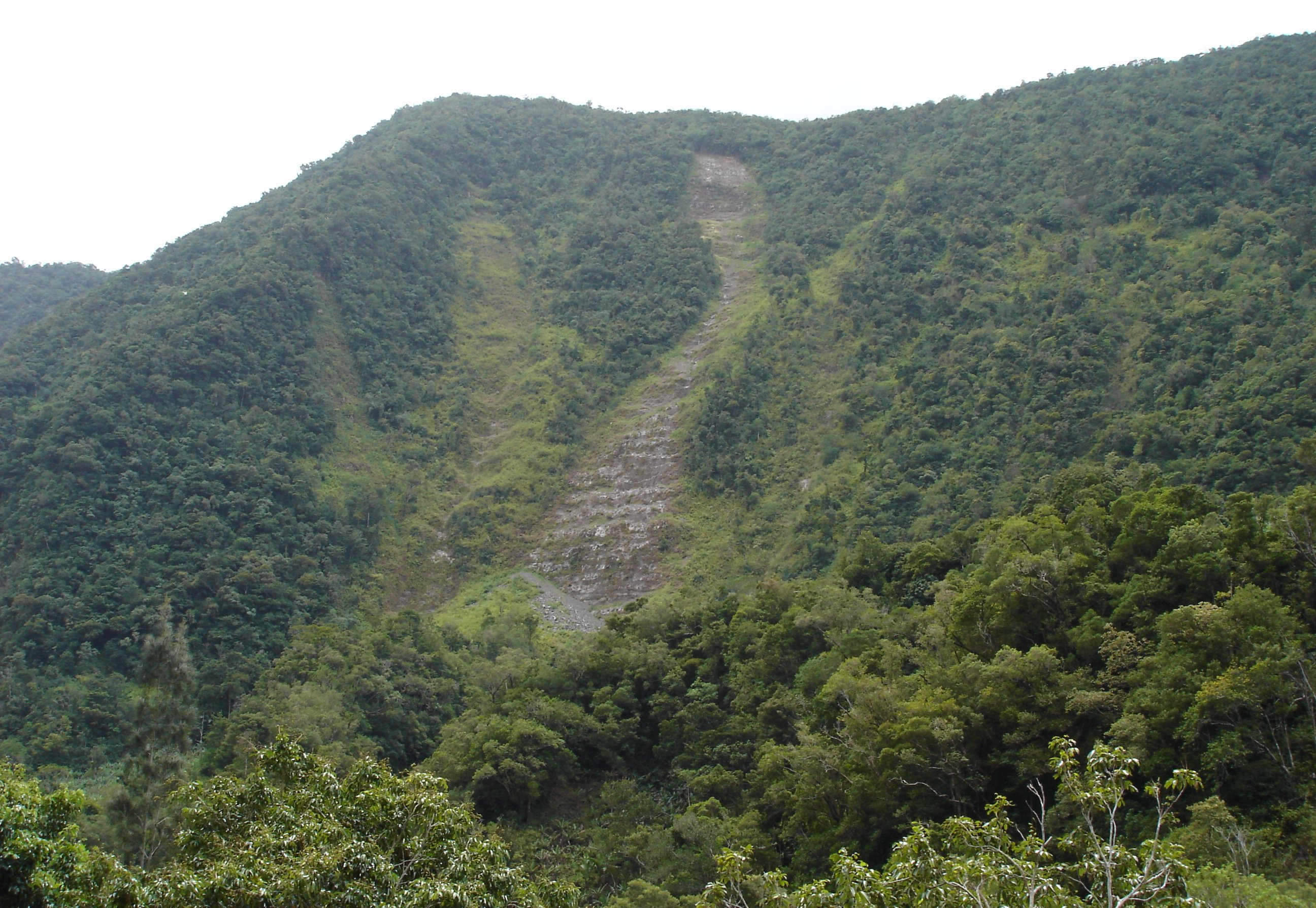
Cicatrices dejadas en un cerro tras corrimientos de tierra en la isla Reunión, océano Índico

Un corrimiento de tierra, también conocido como deslizamiento de tierra, es un desastre estrechamente relacionado con las avalanchas, pero en vez de arrastrar nieve, llevan tierra, rocas, árboles, fragmentos de casas, etc.
Los corrimientos de tierra pueden ser provocados por terremotos, erupciones volcánicas o inestabilidad en la zona circundante. Los corrimientos de barro o lodo, también conocidos como aluviones, son un tipo especial de corrimientos cuyo causante es el agua que penetra en el terreno por lluvias fuertes, modificando el terreno y provocando el deslizamiento. Esto ocurre con cierta regularidad en California durante los períodos de lluvias. Los corrimientos de tierra suceden después de terremotos, tsunamis, o lluvias de larga duración.
El 9 de octubre de 1963 se produjo un gigantesco deslizamiento de unos 260 millones de metros cúbicos de bosque, tierra y roca, que cayeron en la presa del Vajont a unos 110 km por hora. El agua desplazada resultante produjo que 50 millones de metros cúbicos de agua sobrepasasen la presa en una ola de 90 metros de altura. El megatsunami consecuencia del deslizamiento destruyó totalmente el pueblo de Longarone y las pequeñas villas de Pirago, Rivalta, Villanova y Faè, matando a unas 1450 personas. Varios pequeños pueblos del territorio de Erto y Casso y el pueblo de Codissago, cerca de Castellavazzo, sufrieron daños de importancia. Unas 2000 personas fallecieron.

### Fenómenos atmosféricos

#### Ola de calor
Es un desastre caracterizado por un calor extremo e inusual en el lugar donde sucede. Las olas de calor son extrañas y necesitan combinaciones especiales de fenómenos atmosféricos para tener lugar, y puede incluir inversiones de vientos catabáticos, y otros fenómenos y pueden ser muy destructivas al momento de impactarse con una casa.

#### Granizo

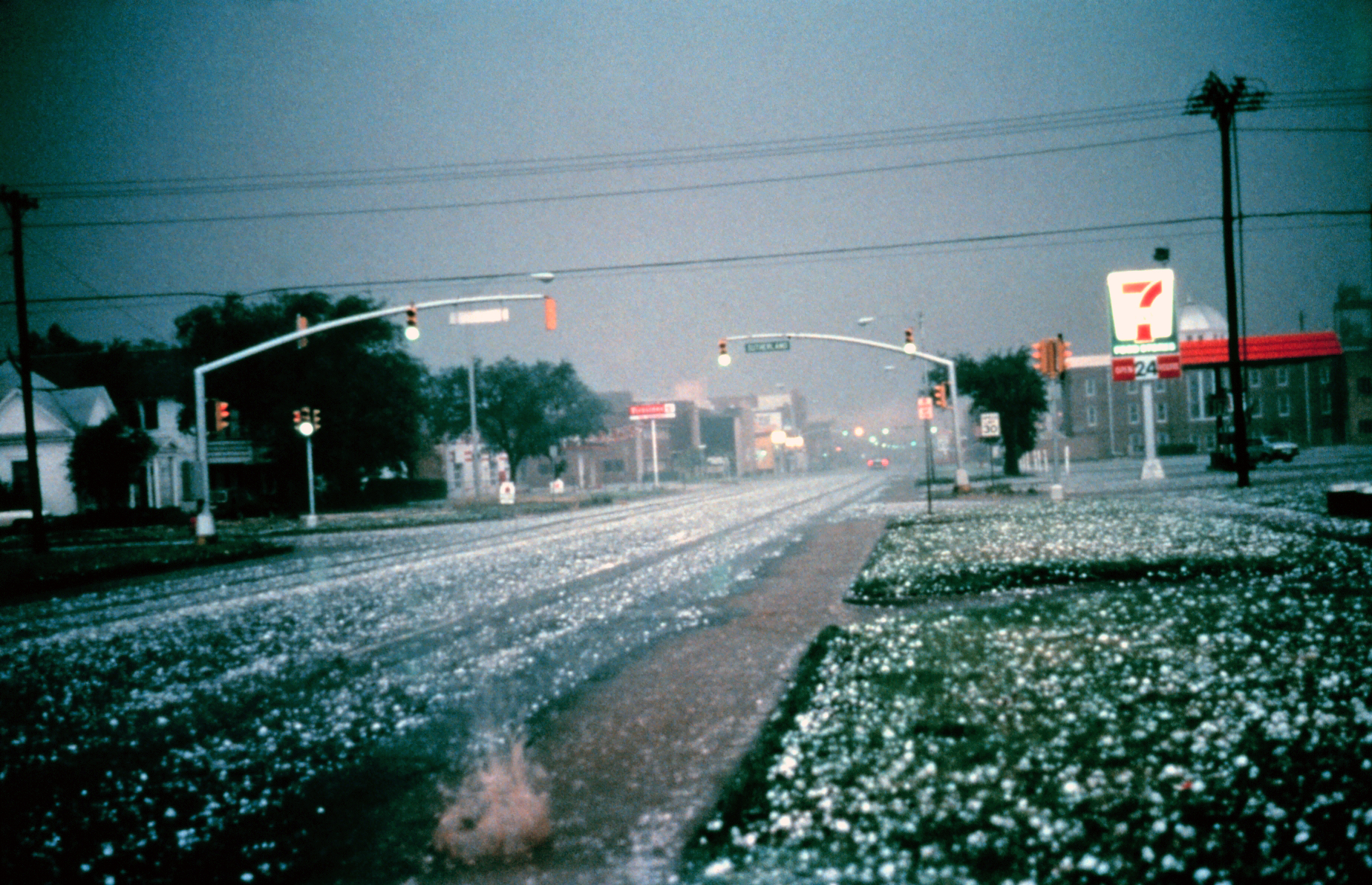
Tormenta de granizo

Una tormenta de granizo es un desastre natural donde la tormenta produce grandes cantidades de granizo que dañan la zona donde caen. Los granizos son pedazos de hielo, las tormentas de granizo son especialmente devastadoras en granjas y campos de cultivo, matando ganado, arruinando cosechas y dañando equipos sensibles. Una tormenta de estas características hirió Múnich (Alemania) el 31 de agosto de 1986, destrozando árboles y causando daños por millones de dólares.

#### Sequía
Una sequía es un modelo meteorológico duradero consistente en condiciones climatológicas secas y escasas o nula precipitación. Es causada principalmente por la falta de lluvias. Durante este período, la comida y el agua suelen escasear y puede aparecer hambruna. Pueden durar años y perjudican áreas donde los residentes dependen de la agricultura para sobrevivir.

#### Simún
Un simún (en árabe samûn, de samm, "viento venenoso") es un temporal fuerte, cálido y seco de viento y arena, que sopla en el Sahara, Palestina, Jordania, Siria, y los desiertos de Arabia. Su temperatura puede sobrepasar los 54 °C, con una humedad por debajo del 10%.

#### Huracán

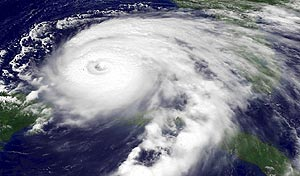
Huracán Iván

Un huracán, ciclón tropical o tifón es un sistema tormentoso cíclico a baja presión que se forma sobre los océanos. Es causado por la evaporación del agua que asciende del mar convirtiéndose en tormenta. El efecto Coriolis hace que la tormenta gire, convirtiéndose en huracán si supera los 110 km/h. En diferentes partes del mundo los huracanes son conocido como ciclones o tifones. El huracán más destructivo fue el Huracán Andrew, que golpeó el sur de Florida en 1992. En Guatemala se registró un hundimiento de tierra, tras el paso de la tormenta Tropical Agatha, en la zona

#### Manga de agua

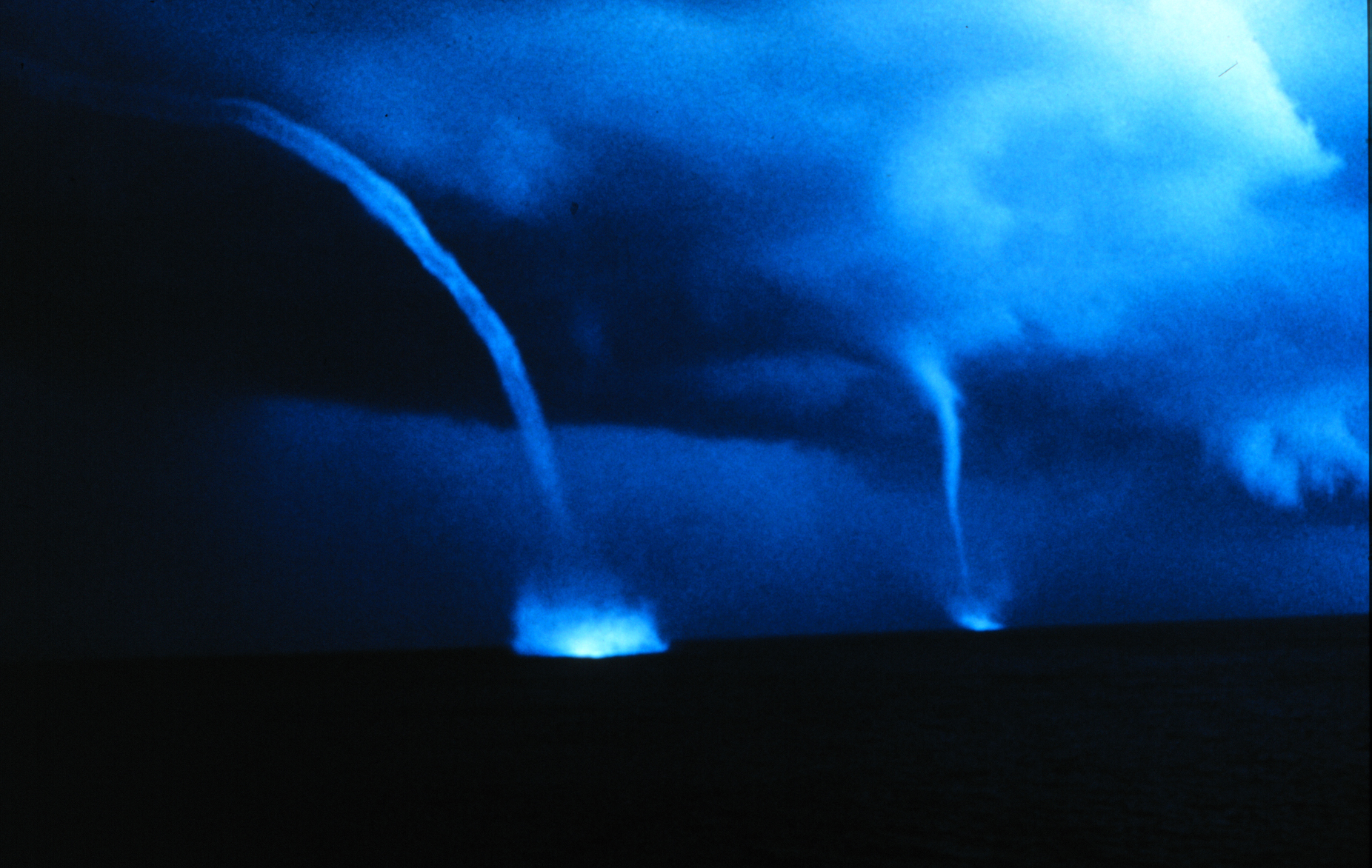
Trombas de agua cerca de las Bahamas

Una manga de agua, también llamada tromba de agua o tromba marina y cabeza de agua es un fenómeno que ocurre en aguas tropicales en condiciones de lluvia. Se forman en la base de nubes tipo cúmulo y se extienden hasta la superficie del mar donde recogen el rocío del agua. Las mangas de agua son peligrosas para los barcos, los aviones y estructuras terrestres. En el Triángulo de las Bermudas se producen a menudo y se sospecha de su relación con la desaparición misteriosa de barcos y aviones[cita requerida].

### Tormenta
La ventisca se produce generalmente en zonas de alta montaña o altas latitudes, donde las temperaturas son bastante inferiores a 0 °C. Son muy peligrosas, ya que dificultan la visibilidad y aumentan el riesgo de muerte por las bajas temperaturas que se producen en ellas. 

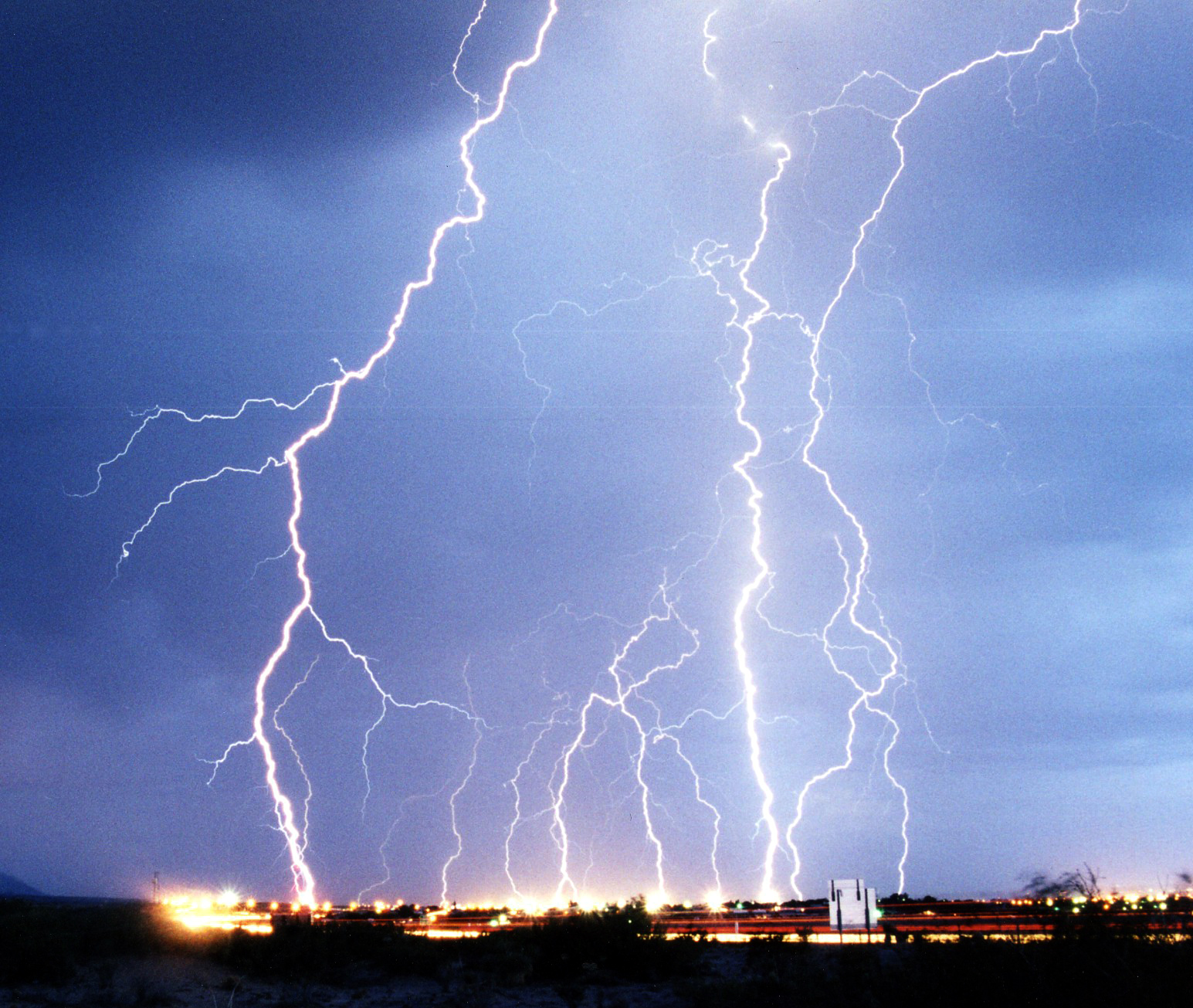
Tormenta eléctrica

El rayo es una poderosa descarga electrostática natural producida durante una tormenta eléctrica. La descarga eléctrica precipitada del rayo es acompañada por la emisión de luz (el relámpago), causada por el paso de corriente eléctrica que ioniza las moléculas de aire. La electricidad (corriente eléctrica) que pasa a través de la atmósfera calienta y expande rápidamente al aire, produciendo el ruido característico del trueno del relámpago.
Generalmente, los rayos son producidos por un tipo de nubes de desarrollo vertical llamadas cumulonimbos. Cuando un cumulonimbo alcanza la tropopausa, la nube adquiere una forma de yunque y en ese momento puede clasificarse como de tormenta, llamándose también al fenómeno células de tormenta; y cuando comienzan a girar sobre sí mismas y adquieren suficiente energía se las llama supercélulas de tormenta, causantes de tornados, granizadas fatales y rayos muy potentes.
La tormenta de polvo, tormenta de arena o polvareda es un fenómeno meteorológico común en el desierto del Sahara de África septentrional, en las Grandes Llanuras de Norteamérica, en Arabia, en el desierto de Gobi de Mongolia, en el desierto Taklamakán del noroeste de China y en otras regiones áridas y semiáridas.
Un tornado es un desastre natural resultado de una tormenta. Los tornados son corrientes violentas de viento que pueden soplar hasta 500 km/h. Pueden aparecer en solitario o en brotes a lo largo de la línea del frente tormentoso. El tornado más veloz registrado atravesó Moore, Oklahoma el 3 de mayo de 1999. El tornado alcanzó rachas de más de 500 km/h y fue el más duro jamás registrado. Las zonas más afectadas por estos fenómenos extremos son Argentina, Estados Unidos, una parte de Australia y el centro de Europa.

### Desastres biológicos
También llamados ecológicos, son los que dañan a las demás especies de seres vivos, excluyendo al ser humano,ya sean animales, vegetales o de otro tipo.

#### Enfermedad

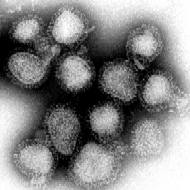
Virus de la gripe

La enfermedad se convierte en desastre cuando el agente infeccioso adquiere una difusión a nivel de epidemia o pandemia. La enfermedad es el más peligroso de todos los desastres naturales. Entre las diferentes epidemias que ha sufrido la humanidad están la peste negra, la viruela, el VIH/sida y el COVID-19. La gripe española de 1918 fue terrible, matando de 25 a 40 millones de personas. La peste negra, ocurrida en el siglo XIV, mató alrededor de 20 millones de personas, un tercio de la población europea.

### Erupciones
Erupción límnica
Una erupción límnica es una repentina liberación de gas asfixiante o inflamable de un lago. Tres lagos tienen esta característica, el Lago Nyos, en Camerún, el Lago Mono, en California y el Lago Kivu, entre Ruanda y la República Democrática del Congo. En 1986 una erupción límnica de 1,6 millones de toneladas de CO2 del Lago Nyos asfixió a 1800 personas en un radio de 32 kilómetros. En 1984, un escape de gas dióxido de carbono tuvo lugar en el Lago Mono, matando a 37 personas de los alrededores. No se tiene constancia de erupciones en el Lago Kivu, con concentraciones de metano y dióxido de carbono, pero se cree que tienen lugar cada 1000 años.[cita requerida]
Erupción volcánica

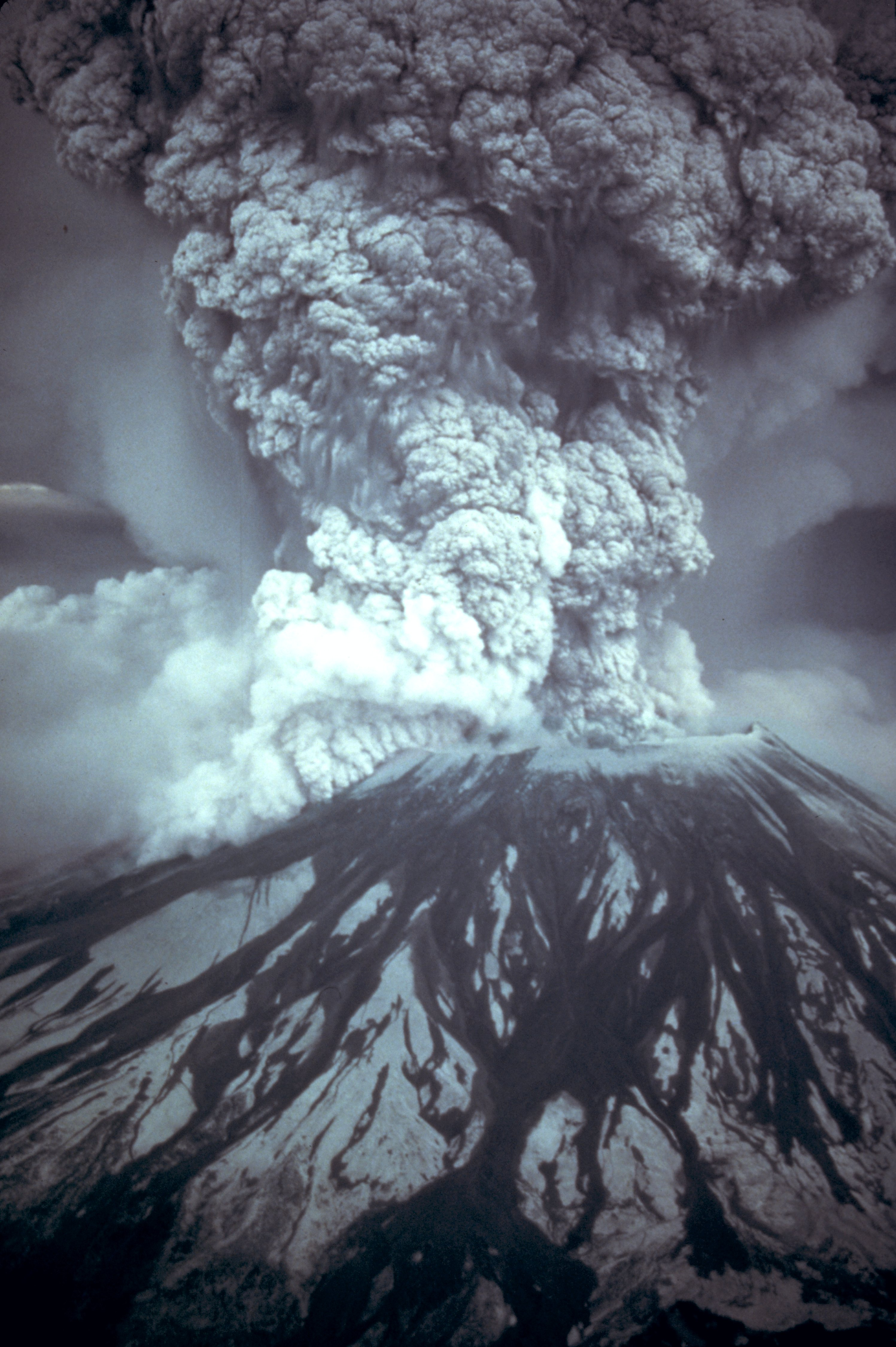
Erupción del Monte Santa Helena

Los volcanes son aberturas o grietas en la corteza terrestre a través de la cual se puede producir la salida de lava, gases, o pueden explotar arrojando al aire grandes bloques de tierra y rocas.
Este desastre natural es producido por la erupción de un volcán, y éstas pueden darse de diferentes formas. Desde pequeñas erupciones diarias como las de Kīlauea, en Hawái, o las extremadamente infrecuentes erupciones de supervolcanes en lugares como el Lago Toba. Grandes erupciones recientes son la del Monte Santa Helena y Krakatoa, sucedidas en 1980 y 1883, respectivamente.
Un supervolcán es un volcán que produce las mayores y más voluminosas erupciones de la Tierra. La explosividad real de estas erupciones varía, si bien el volumen de magma erupcionado es suficiente en cada caso para alterar radicalmente el paisaje circundante, e incluso para alterar el clima global durante años, con un efecto cataclísmico para la vida.

### Hambruna
La hambruna es una situación que se da cuando un país o zona geográfica no posee suficientes alimentos y recursos para proveer alimentos a la población autóctona.

### Fenómenos espaciales

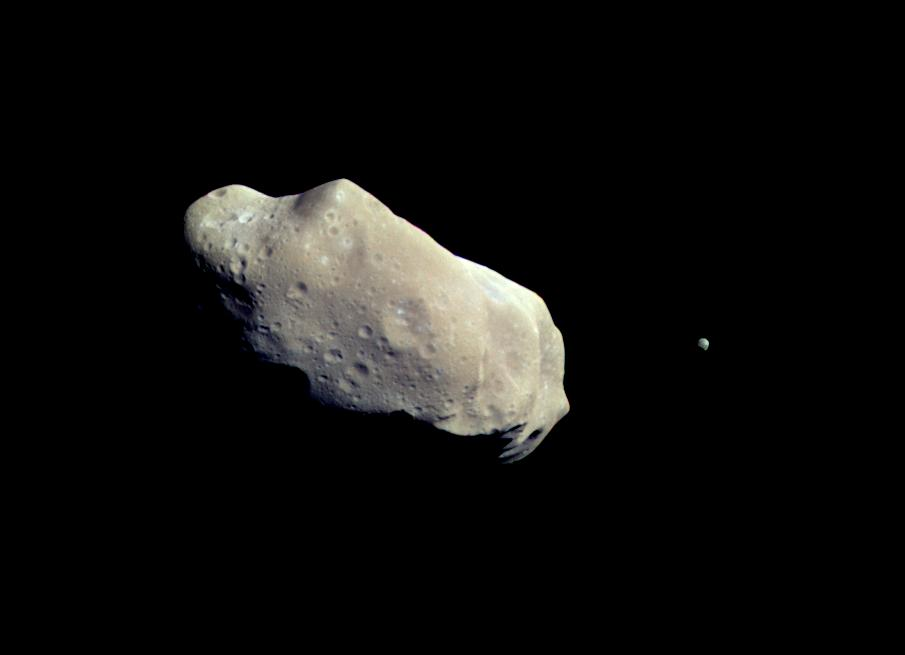
Asteroide (243) Ida

Los impactos de origen cósmico son causados por la colisión de grandes meteoritos, con la Tierra y algunas veces van seguidos de extinciones masivas. La magnitud del desastre es inversamente proporcional a la frecuencia con la que suceden, porque los impactos pequeños son mucho más numerosos que los grandes.
Una tormenta solar es una explosión violenta en la atmósfera del Sol con una energía equivalente a millones de bombas de hidrógeno. Las tormentas solares tienen lugar en la corona y la cromosfera solar, calentando el gas a decenas de millones de grados y acelerando los electrones, protones e iones pesados a velocidades cercanas a la luz. Producen radiación electromagnética en todas las longitudes de onda del espectro, desde señales de radio hasta rayos gamma. Las emisiones de las tormentas solares son peligrosas para los satélites en órbita, misiones espaciales, sistemas de comunicación y la red de suministro.

### Incendios forestales

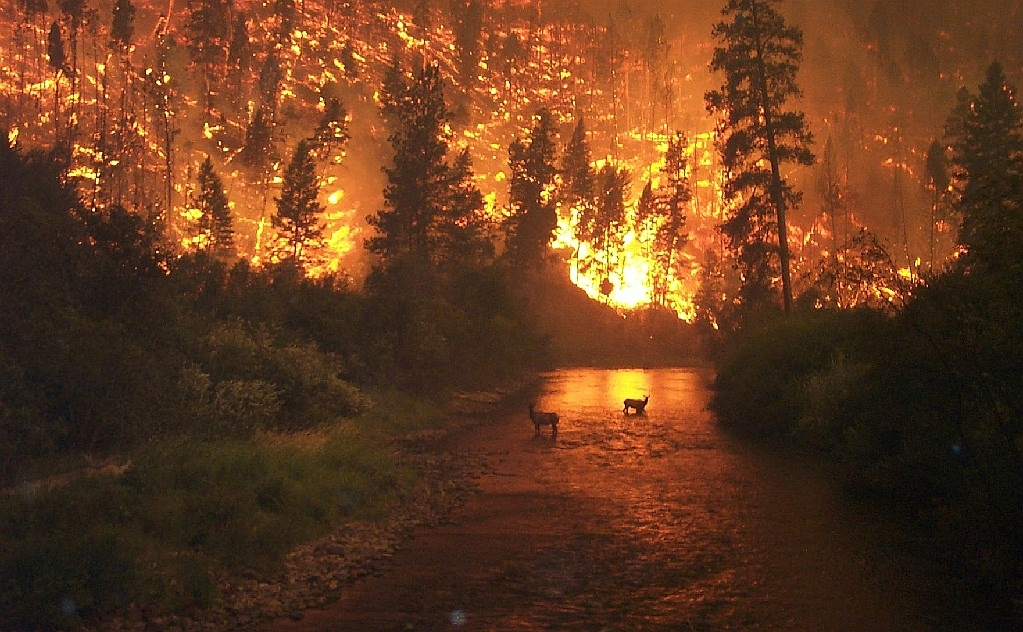
Incendio forestal

Un incendio forestal es un desastre que destruye prados, bosques, causando grandes pérdidas en vida salvaje (animal y vegetal) y en ocasiones humanas. Los incendios forestales suelen producirse por un relámpago, negligencia, o incluso provocados y queman miles de hectáreas. Un ejemplo de incendio forestal es el ocurrido en Oakland Hills y algunos incendios en ciudades son el Gran Incendio de Chicago, el Gran Incendio de Londres y el Gran Incendio de San Francisco.

### Inundación

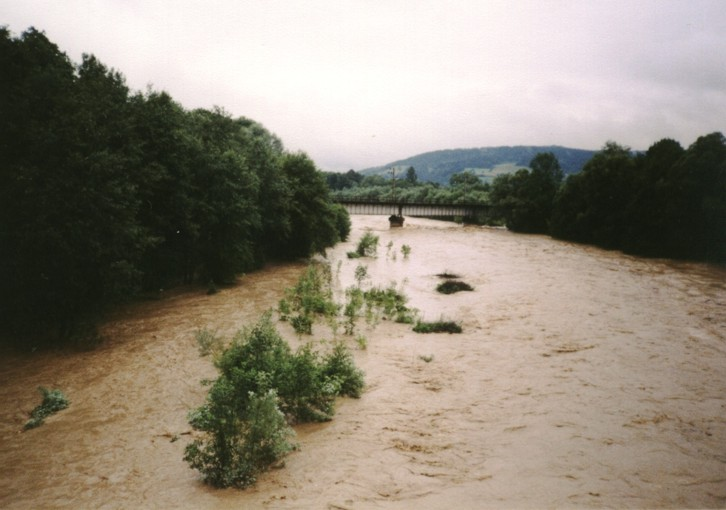
Río Skawa desbordado, Polonia, 2001

Una inundación es un fenómeno natural causado por la acumulación de lluvias y agua en un lugar concreto. Puede producirse por lluvia continua, una fusión rápida de grandes cantidades de hielo, o ríos que reciben un exceso de precipitación y se desbordan, y en menos ocasiones por la destrucción de una presa. Un río que provoca inundaciones a menudo es el Huang He en China, y una inundación particularmente fuerte fue la Gran Inundación de 1993. La inundación de gran magnitud más reciente es la Inundación de Tabasco y Chiapas de 2007, que ocurrió entre el 28 de octubre y el 27 de noviembre de 2007, a causa de crecidas históricas en los ríos que recorren ambas entidades. El desastre se dio en la capital tabasqueña, la ciudad de Villahermosa y en los municipios del extremo norte de Chiapas.

### Terremoto
Se da en las placas tectónicas de la corteza terrestre. En la superficie, se manifiesta por un movimiento o sacudida del suelo, y puede dañar enormemente las estructuras mal construidas. Los terremotos más poderosos pueden destruir hasta las construcciones mejor diseñadas. Además, pueden provocar desastres secundarios como erupciones volcánicas o tsunamis.

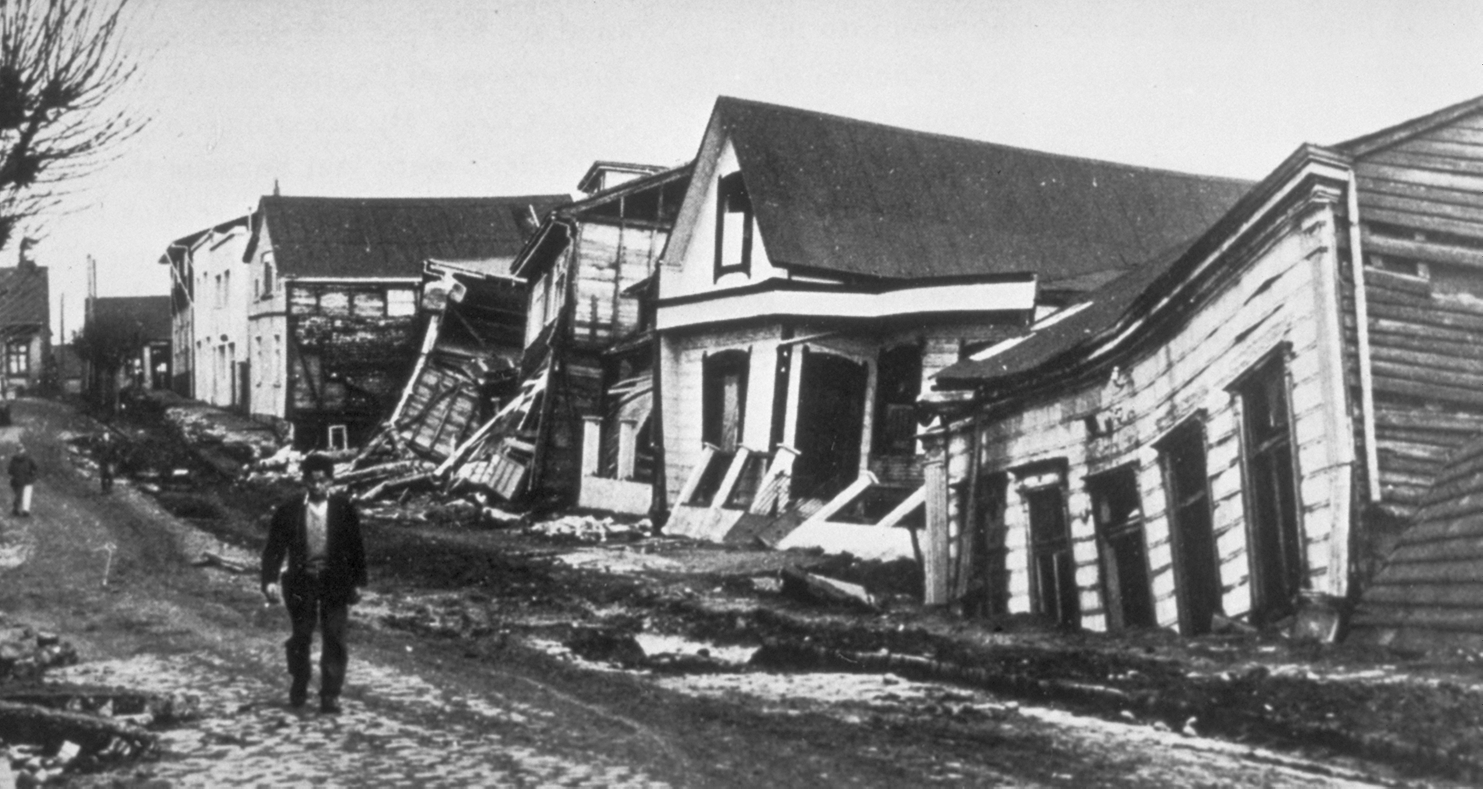
Casas de madera destruidas en Valdivia luego del terremoto de 1960

Los terremotos son impredecibles. Son capaces de matar a cientos de miles de personas como el Terremoto de Tangshan de 1976, el Terremoto del Océano Índico de 2004 y el terremoto de Haití de 2010.
Los terremotos son fenómenos naturales causados por el movimiento de las placas tectónicas que causan desastres como por ejemplo el colapso o agrietamiento de estructuras

### Tsunami

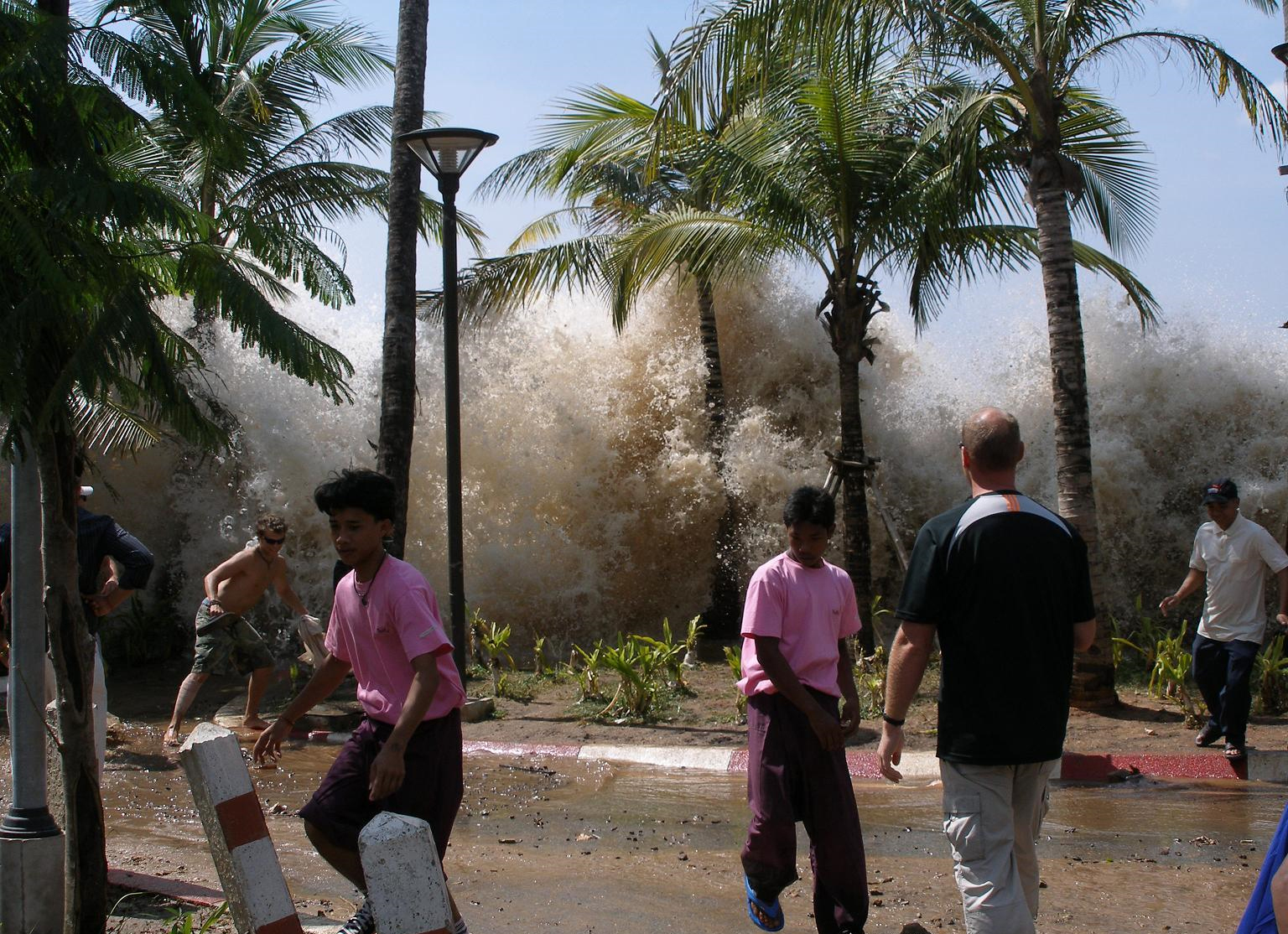
Tsunami de Indonesia

Un tsunami o maremoto es una ola gigante de agua que alcanza la orilla generalmente de gran altura. Proviene de las palabras japonesas puerto y ola. Los tsunamis pueden ser causados por terremotos submarinos como el Terremoto del Océano Índico de 2004, o por derrumbamientos como el ocurrido en la Bahía Lituya, Alaska. El tsunami producido por el terremoto del Océano Pacífico en el año 2004 batió todos los récords, siendo el más mortífero de la historia.
Un megatsunami, también denominado Muro de agua, es un tsunami que excede en proporciones monstruosas el tamaño promedio de estos. El megatsunami más grande registrado por la ciencia, es el que se dio en Alaska el 9 de julio de 1958, en la bahía Lituya, al noreste del golfo de Alaska, un fuerte sismo, de 8,3 grados en la escala de Richter, hizo que se derrumbara prácticamente una montaña entera del glaciar Lituya en dirección a la costa bordeada por montañas a modo de golfo, lo que acrecentó el impacto dado la estrechez del área en la que la fuerza producida por el desplome del glaciar se distribuyó, generando una pared de agua que se elevó sobre los 500 metros, convirtiéndose en la ola más grande de la que se tuvo registro.
Llamada el terror de los mares la Ola Brava u Ola Errante es una gigantesca ola marina que puede ser generada por un siniestro en las corrientes marinas, un tifón o una gran tormenta.
Su peligrosidad comienza cuando estas alcanzan navíos ya que su fuerza es capaz de encampanarlos o aplastarlos si son barcos pequeños.
Este fenómeno es difícilmente previsto.

## Contaminación del humano al ambiente

### Contaminación de cuencas hídricas
- Contaminación de ríos, manantiales, lagunas por las exigencias de la explotación minera a tajo abierto.

### Derramamiento del petróleo
- Un caso el del Mar Caribe, frente a Florida, destruye la fauna, las algas. Imposibilidad de reparación los daños ocasionados.
- En la explotación del petróleo en la selva, en países como Perú, Brasil o Colombia, entre otros, al romperse las tuberías o petroductos, envenena los ríos y destruye el ecosistema.

### Fuga de materiales radiactivos
- Chernóbil en la ex Unión Soviética.
- Accidente nuclear de Fukushima I en Japón.
- Caso de Atolón Mururoa puede haber afectado con las ondas expansivas a la falla de Nazca y por tanto sismos en Perú y en Chile.
- Caso de Hiroshima y Nagasaki: enfermedades raras y efectos en los hijos y nietos de los supervivientes.

### Tala de bosques
- Por la explotación de madera sin control ni previsión y sin la postforestación. "Tala dos árboles siembra tres".
- Con motivo de guerras o de destruir sembríos de coca han lanzado agentes biocidas que dejan el suelo como tierras estériles.

### Uso de napalm u otros elementos destructivos
- Ocurrido en la agresión a Vietnam del Norte, donde se usó napalm y la iluminación nocturna que altera el ciclo vital de animales y plantas.

- En las guerras en Asia Occidental: explosivos no detonados son riesgos para los habitantes y los animales.

### Contaminación por anhídrido carbónico
- Suponen medios de transporte, movidos por gasolina o bien petróleo. Estos dejan elementos contaminantes y hay zonas en dichas áreas urbanas totalmente contaminadas, que originan enfermedades respiratorias y de la piel de sus moradores.

### Minado de fronteras
- Territorio de Chile adyacente a la frontera con Perú.
- Frontera de Perú con Ecuador.
- Fronteras entre países de Asia Occidental

## Consecuencias de los desastres
Los desastres no solo causan efectos devastadores en el momento en que se producen, sino que afectan el desarrollo humano-económico de la región, generando pobreza, destrucción de infraestructura, disminución en la producción agrícola y, afectando la seguridad alimentaria, la salud y la educación, generando estancamiento tecnológico y social.
Las pérdidas económicas resultantes de los desastres naturales se han multiplicado por siete desde la década de 1970 hasta la de 2010, pasando de una media de 49 millones de dólares a más de 383 millones de dólares diarios en todo el mundo.
La Organización para la Cooperación y el Desarrollo Económico (OCDE) advirtió en 2024 que el coste económico de los desastres naturales a nivel global no solo está aumentando en cifras absolutas debido al cambio climático, sino que además se ha más que duplicado desde la década de 1980 en términos de su impacto en el Producto Interior Bruto (PIB).

## El impacto del cambio climático
Una de las consecuencias del cambio climático es el aumento de la frecuencia e intensidad de los desastres naturales. El IPCC confirmó esta relación en el Sexto Informe de Evaluación del Grupo de Trabajo II relativo a los efectos del cambio climático. En el informe se asegura que un clima cambiante puede dar lugar a fenómenos meteorológicos y climáticos extremos sin precedentes.
Según el Atlas de Mortalidad y Pérdidas Económicas por Fenómenos Meteorológicos, Climáticos e Hídricos publicado por la Organización Meteorológica Mundial (OMM) y la Oficina de las Naciones Unidas para la Reducción del Riesgo de Desastres (UNDRR), el cambio climático y los fenómenos meteorológicos cada vez más extremos, han provocado un aumento de las catástrofes naturales en los últimos 50 años. Entre 1970 y 2019, estos peligros naturales representaron el 50% de todos los desastres, el 45% de todas las muertes reportadas y el 74% de todas las pérdidas económicas reportadas.
Los desastres naturales que más están aumentando debido al cambio climático son las inundaciones, las sequías y otras catástrofes relacionadas con el agua. Solo los desastres relacionados con el agua han causado cerca de 1,3 millones de personas fallecidas y representan el 50% de todas las catástrofes entre 1979 y 2019.

## Estudio y mitigación

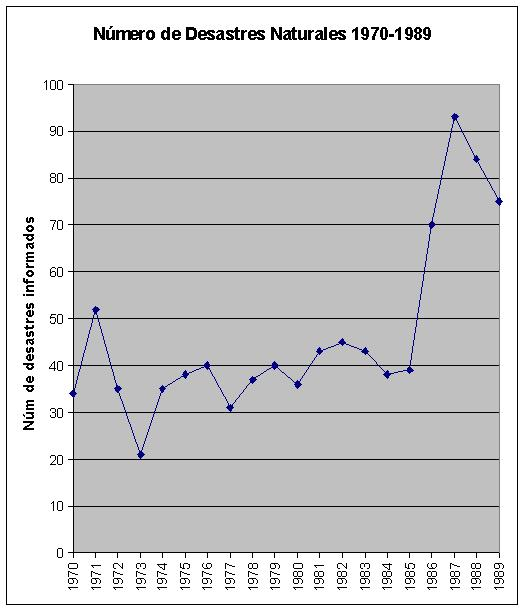

Frecuentemente surge la pregunta entre las comunidades científicas encargadas de estos temas sobre qué tan natural es un desastre natural. Esto es, qué tan responsable es la actividad humana, tal como la industrial, del creciente número de desastres naturales en el planeta, en virtud del hecho de que ello está acelerando el ritmo de calentamiento del planeta (véase también Protocolo de Kioto e IPCC). También se discute sobre la inequidad económica, que vulnera más a los más pobres y les impide acumular el capital necesario para construir en zonas de menor riesgo, por citar sólo unos ejemplos de la contribución del hombre a aumentar el riesgo de desastres naturales.
En el gráfico al lado se puede apreciar una tendencia al incremento en los registros de desastres naturales a lo largo de 2 décadas.
Según el estudio desarrollado por Oxfam, en el período 1987-2007, se han cuadruplicado los desastres naturales e incrementado el número de personas afectadas.
Entre los principales institutos que abordan esta disciplina se encuentran el International Institute for Applied Systems Analysis (IIASA) de Austria, el ProVention Consortium, el Earth Institute de la Universidad de Columbia, el Centro Nacional de Prevención de Desastres (CENAPRED) en México, y la Universidad de Kobe en Japón, así como organismos de la ONU como el Oficina Para la Coordinación de Asuntos Humanitarios OCHA (Cooperación para Ayuda Humanitaria), el ISDR (Estrategia Internacional para la Reducción de Desastres), así como oficinas especiales en el Banco Mundial, la CEPAL y el BID.

### Día internacional de la reducción de desastres
El Día Internacional para la Reducción de los Desastres decretado por Naciones Unidas se celebra el segundo miércoles de octubre,
Con el ánimo de concientizar a todos los habitantes de la Tierra, se ha instituido el 13 de octubre de cada año, como el día de la mitigación de los desastres. En este día, por legislación propia o en otra fecha, se deben realizar simulacros, charlas, marchas con pancartas reclamando a convivir con la naturaleza.

### Decenio Internacional para la Reducción de Desastres
La Organización de las Naciones Unidas declaró la década 1990 - 2000 como el Decenio Internacional para la Reducción de Desastres, dándose un avance sustancial al reconocimiento de la gestión de riesgos como parte fundamental del desarrollo sostenible, desde entonces se están realizando esfuerzos por insertar la reducción de riesgos en las agendas de desarrollo.
Posteriormente en 2005 las Naciones Unidas organizaron la Conferencia Mundial sobre la Reducción de los Desastres Naturales, en Kobe, Japón, con la finalidad de:
- incrementar el perfil internacional de la reducción del riesgo de los desastres,
- promover la integración de la reducción del riesgo de los desastres en la planificación y la práctica del desarrollo, y,
- fortalecer las capacidades locales y nacionales para abordar las causas de los desastres, los cuales continúan devastando e impidiendo el desarrollo de muchos países.

### Literatura sobre los efectos sobre la salud
- Setzer CJ, Barry BE. Mercer RR, Grady MA. Estudios de inhalación de San Helens nubes de cenizas volcánicas en los animales: mecánica respiratoria, vías aéreas y la deposición de reactividad. Environmental Research 1985; 36:230-240.
- Dirección General de Maldonado. Efectos de la ceniza volcánica sobre el aparato respiratorio. Memorias de un Simposio. Centro de Documentación de la Representación de OPS / OMS en el Ecuador.
- Yano E, Yokoyama Y, Higashi H, Nishii S, Maeda K, A. Koisumi efectos en la salud de ceniza volcánica: una repetición de estudio. Arch Environ Health. 1990 Nov-Dic. 45 (6): 367-73.
- Zevallos JL, Meli R, Vilchis A, Barrios L. Los efectos de los volcanes sobre la salud: la preparación en México. Mundial de la Salud Dec Q. 1996; 49 (3-4) :2004-8.
- Neukirch F, Pin I, J Knani y colaboradores. Prevalencia de asma y el asma-como síntomas te Frenc en las ciudades. Respir Med 1995 Nov: 89 (10): 685-92.
- Fishiwick D, Bradshaw L, Kemp T y col. Respiratorias respuestas al cuestionario: ¿Cómo cambian con timw. N. Z. Med J 1997. Agosto 22.110 (1050): 305-07.
- Bradshaw L, Fishiwick D, Kemp T y col. En el marco del volcán: fuego de ceniza y el asma? N. Z. J Med 1997 Mar 28; 110 (1040): 90-1.
- Seaman J, Leivesley S, Hogg C. Erupcioes volcánicas en: Epidemiología de Desastres Naturales. México DF. Harla, S.A. de C.V. 1989: 141-155.
- Seaman J, Leivesley S, Hogg C. Enfermedades transmisibles y su control después de desastres naturales. En: Epidemiología de Desastres Naturales. México D.F: Harla, S.A. de C.V. 1989:39-58.
- Organización Panamericana de la Salud, 1981. Los efectos del desastre sobre la salud y un enfoque de socorro. En: Publicación Científica N. 443.
- Administración sanitaria de emergencias con posterioridad a los desastres naturales. Washington, DC.: Organización Panamericana de la Salud, 1981: 59-76.
- Beaglehole R, Bonita R, Kjellstrom ED. Epidemiología Ambiental y Laboral. En: Epidemiología Básica. Washington, DC.: Organización Panamericana de la Salud, 1996: 123-137.